# راسك (غلزار بردسير)
راسك (بالفارسية: راسک) هي قرية تقع في إيران في البلدة المركزية. يقدر عدد سكانها بـ 161 نسمة بحسب إحصاء 2016.